# Игдир
Игди́р — місто на крайньому сході Туреччини, адміністративний центр вілаєту Игдир.
Місто розташоване на західному підніжжі гірського масиву Арарат, на схилах, що спускаються в долину річки Аракс, за 10 км на південь від кордону з Вірменією.

## Відомі люди
- Акопян Арутюн Амаякович (1918—2005) — радянський ілюзіоніст.